# Chantrigné
 Chantrigné  es una población y comuna francesa, en la región de Países del Loira, departamento de Mayenne, en el distrito de Mayenne y cantón de Ambrières-les-Vallées.

## Demografía
| 720 | 731 | 651 | 606 | 594 | 588 |
| Para los censos de 1962 a 1999 la población legal corresponde a la población sin duplicidades (Fuente: INSEE [Consultar]) |     |     |     |     |     |